# Жизненная сила (комикс)
Сила жизни (англ. A Life Force) — графический роман Уилла Айснера, изданный в 1988 году. Это второй том из трилогии Айснера («A Contract With God» и «Dropsie Avenue» — первый и третий том соответственно). Это новый роман на основе гипотетического спора между человечеством и тараканами.

## История публикаций
Роман был впервые издан Kitchen Sink Press в 1988 году. В 2001 он был переиздан издательством DC Comics как часть Библиотеки Уилла Айснера (англ. Will Eisner Library).

## Сюжет
Главный герой Яков Штарках (англ. Jacob Shtarkah) сравнивает себя с тараканами. Подобно герою, тараканы пытаются выжить, оставляя многочисленное потомство, а также страдают от унижений, связанных с жизнью. Как и тараканы, он имеет невероятную жизненную силу, которая не позволяет герою опускать руки после каждого разочарования. Но, в отличие от тараканов, он может жить в соответствии со своими желаниями, его мечты могут быть реализованы. 
Айснер делит историю на главы, чтобы получить возможность вставить одну из них в рубрики газет.  Также это позволяет понять тот исторический контекст и те символы, которые характеризуют США в 30-е годы, то есть в моменты экономического кризиса из-за обвала фондового рынка. Кризис усугубляется притоком иммигрантов, в том числе незаконных, «давящих на ворота страны», спасающихся от  деспотических правительств или прибывших в поисках работы. Жизнь очень сложная, и никто: ни богатый, ни бедный — не может избежать трудностей. Поэтому, пытаясь выжить, семья Якова (жена Рифка, сын Даниил и дочь Ребекка) пересекается с другими людьми, встреча с которыми приносит усталость членам семьи.
На фоне проблем с климатом и безработицей (особенно, с протестами профсоюзов) главный вопрос, которым главный герой задаётся: чем он отличается от таракана? Каждый должен найти свой ответ. 